# خانه نقیب‌الذاکرین
خانه نقیب الذاکرین مربوط به دوره قاجار است و در میبد، محله بشنیغان، کوی مشایخ واقع شده و این اثر در تاریخ ۲ بهمن ۱۳۸۲ با شمارهٔ ثبت ۱۰۸۸۹ به‌عنوان یکی از آثار ملی ایران به ثبت رسیده است.